# Досрочные парламентские выборы в Армении (2018)
Досрочные парламентские выборы в Армении прошли 9 декабря 2018 года. 
Досрочные выборы были назначены Президентом Армении Арменом Саркисяном сразу после того, как 1 ноября 2018 года Национальное собрание Армении повторно не избрало Премьера-министра страны.

## Краткая предыстория
Бархатная Революция в Армении
В апреле-мае 2018 года в Армении произошла Бархатная Революция, в результате которой премьером-министром Армении стал член ранее оппозиционной партии Елк (Исход) Никол Пашинян, однако в Национальном собрании Армении, избранном 2 апреля 2017 парламентское большинство сохранила Республиканская партия Армении — бывшая партия власти, председателем которой на момент выборов 2017 года был ушедший в отставку с поста главы государства в ходе революции Серж Саргсян.
Сентябрь 2018
В сентябре того же года Национальное собрание Армении приняло законопроект, застраховавший парламент от роспуска. В стране началось противостояние между премьером-министром страны Николом Пашиняном и армянским парламентом.
Отставка Пашиняна
16 октября Никол Пашинян ушёл в отставку. По его словам, это исключительно формальный шаг, необходимый для роспуска парламента и назначения новых парламентских выборов (по законодательству страны, в случае если парламент дважды не изберёт премьера-министра страны, Президент Армении распускает парламент и назначает новые выборы на дату, стоящую не раньше 30 и не позже 45 дней с момента роспуска). 24 октября Национальное собрание первый раз отклонила кандидатуру Пашиняна (за него голосовали фракции Елк, Процветающая Армения и Дашнакцутюн, против — РПА, имеющая большинство в парламенте). 1 ноября Национальное собрание вновь не избрала Пашиняна премьером-министром (в голосовании приняло участие 13 из 101 парламентария, все из них воздержались, никто не высказался ни за, ни против). Через несколько часов Президент Армении Армен Саркисян подписал указ о роспуске Национального собрания Армении и назначил новые парламентские выборы на 9 декабря.
| #  | Партия                                                                            | Идеология                                    | Основана    | Лидер            |
| -- | --------------------------------------------------------------------------------- | -------------------------------------------- | ----------- | ---------------- |
| 1  | Республиканская партия Армении                                                    | Национал-консерватизм                        | 1990        | Виген Саргсян    |
| 2  | «Решение гражданина»                                                              | Социал-демократия                            | 2018        | Сурен Саакян     |
| 3  | Дашнакцутюн                                                                       | Национализм, демократический социализм       | 1890        | Армен Рустамян   |
| 4  | Альянс «Мой шаг» («Гражданский договор» и «Аракелуцюн»)                           | Национал-либерализм, гражданский национализм | 2015 и 2013 | Никол Пашинян    |
| 5  | «Просвещённая Армения» (арм. Լուսավոր Հայաստան)                                   | Либерализм, проевропеизм                     | 2015        | Эдмон Марукян    |
| 6  | «Христианско-демократическое возрождение» (арм. Քրիստոնեա-ժողովրդական վերածնունդ) | Христианская демократия                      | 2018        | Левон Ширинян    |
| 7  | Партия «Национальный прогресс» (арм. «Ազգային Առաջընթաց»)                         | Технократизм и социальный либерализм         | 2018        | Люсине Ароян     |
| 8  | Альянс «Мы» (Свободные демократы и «Республика»)                                  | Либерализм и проевропеизм                    | 2011 и 2001 | Арам Саргсян     |
| 9  | Страна закона                                                                     | Либеральный консерватизм                     | 1998        | Артур Багдасарян |
| 10 | Панармянская партия «Сасна црер»                                                  | Национализм, проевропеизм                    | 2018        | Варужан Аветисян |
| 11 | «Процветающая Армения»                                                            | Консервативный либерализм                    | 2004        | Гагик Царукян    |

## Опросы
По данным соцопросов, проведённых Армянской социологической ассоциацией в октябре 2018 года, в парламент Армении должны были пройти блок «Мой шаг» (60%), Республиканская партия Армении (10 %) и «Процветающая Армения» (9 %). У партии «Сасна Црер» было 3%.
В опросе Gallup International Association, проводившемся в период с 17 по 21 ноября 2018 года, 68,3 % опрошенных проголосовали за блок «Мой шаг» (блок партий Гражданский договор и Аракелуцюн), возглавляемый и. о. премьер-министра Николом Пашиняном. На втором месте оказалась партия «Процветающая Армения» с 6,7 %, на третьем месте — Республиканская партия Армении (1,5 %), на четвёртом — партия «Просвещённая Армения» (1,2 %), на пятом — АРФ «Дашнакцутюн» (1 %). Остальные партии получили менее 1% голосов.

## Результаты
|                                                      |           |       |       |       |
| Партия                                               | Голоса    | %     | Места | +/-   |
| Альянс «Мой шаг»                                     | 884 456   | 70,43 | 88    | Новая |
| Процветающая Армения                                 | 103 824   | 8,27  | 26    | -5    |
| Просвещённая Армения                                 | 80 024    | 6,37  | 18    | +15   |
|                                                      |           |       |       |       |
| Республиканская партия                               | 59 059    | 4,70  | 0     | -58   |
| Дашнакцутюн                                          | 48 811    | 3,89  | 0     | -7    |
| Альянс «Мы»                                          | 25 174    | 2,00  | 0     | Новая |
| Панармянская партия «Сасна црер»                     | 22 862    | 1,82  | 0     | Новая |
| «Армянское возрождение»                              | 12 389    | 0,99  | 0     | ▬ 0   |
| «Решение гражданина»                                 | 8530      | 0,68  | 0     | Новая |
| Христианско-демократическое возрождение              | 6456      | 0,51  | 0     | Новая |
| Партия «Национальный прогресс»                       | 4122      | 0,33  | 0     | Новая |
| Недействительные                                     | 5133      | -     | -     | -     |
| Всего                                                | 1 260 840 | 100   | 132   | +27   |
| Зарегистрировано/Всего                               | 2 573 579 | 48,63 | -     | -     |
| Источник: Центральная избирательная комиссия Армении |           |       |       |       |

Согласно закону по результатам выборов партии, занявшие 2е и 3е места получили дополнительные мандаты, и общее число депутатов возросло с 105 до 132.
| Партия               | Мандаты по общенациональному списку | 1 | 2 | 3 | 4 | 5 | 6 | 7 | 8 | 9 | 10 | 11 | 12 | 13 | Мандаты национальных меньшинств | Всего мандатов |
| -------------------- | ----------------------------------- | - | - | - | - | - | - | - | - | - | -- | -- | -- | -- | ------------------------------- | -------------- |
| Мой шаг              | 42                                  | 3 | 4 | 4 | 3 | 4 | 3 | 2 | 3 | 4 | 4  | 3  | 3  | 2  | 4                               | 88             |
| Процветающая Армения | 13                                  | 1 | 0 | 0 | 0 | 1 | 2 | 1 | 1 | 1 | 3  | 2  | 1  | 0  | 0                               | 26             |
| Просвещённая Армения | 9                                   | 1 | 1 | 1 | 1 | 0 | 1 | 0 | 1 | 2 | 0  | 1  | 0  | 0  | 0                               | 18             |
| Источник:            |                                     |   |   |   |   |   |   |   |   |   |    |    |    |    |                                 |                |

Территориальные списки : 1-Ереван (Аван- НорНорк- Канакер-Зейтун), 2- Ереван (Арабкир- Ачапняк- Давташен), 3 - Ереван (Малация-Себастия-Шенгавит), 4- Ереван (Кентрон- Норк-Мараш- Эребуни- Нубарашен) , 5 Араратская область , 6 Армавирская  область , 7 Арагацотнская область , 8 Гехаркуникская область , 9 Лорийская область , 10 Котайкская область , 11 Ширакская область, 12 Сюникская и Вайоцдзорская области, 13 Тавушская область

### По округам
| Округ                                                | РПА   | "Решение Гражданина" | АРФ - Дашнакцутюн | Альянс "Мой Шаг" | Просвещенная Армения | КДРП  | НПП   | Альянс "Мы" | Оринац Еркир | "Сасна Црер" | Процветающая Армения |
| ---------------------------------------------------- | ----- | -------------------- | ----------------- | ---------------- | -------------------- | ----- | ----- | ----------- | ------------ | ------------ | -------------------- |
| 1 Ереван : Норк, Канакер, Зейтун                     | 6,96% | 0,91%                | 2,24%             | 70,16%           | 7,94%                | 0,81% | 0,42% | 1,48%       | 1,04%        | 2,35%        | 5,70%                |
| 2 - Ереван : Ачапняк, Арабкир, Давташен              | 7,99% | 1,12%                | 2,61%             | 70,28%           | 7,32%                | 0,66% | 0,32% | 1,99%       | 0,93%        | 2,58%        | 4,21%                |
| 3 - Ереван: Малатия-Себастия, Шенгавит               | 4,37% | 1,07%                | 1,50%             | 76,83%           | 7,39%                | 0,62% | 0,38% | 1,62%       | 1,11%        | 1,87%        | 3,24%                |
| 4 - Ереван : Эребуни, Кентрон, Норк-Мараш, Нубарашен | 6,47% | 0,95%                | 2,17%             | 71,10%           | 7,53%                | 0,70% | 0,34% | 1,93%       | 0,70%        | 2,49%        | 5,62%                |
| 5 - Арарат                                           | 6,40% | 0,35%                | 2,45%             | 72,60%           | 3,91%                | 0,33% | 0,23% | 2,47%       | 1,42%        | 1,68%        | 8,15%                |
| 6 - Армавир                                          | 2,56% | 0,37%                | 3,91%             | 67,11%           | 8,45%                | 0,39% | 0,24% | 3,25%       | 0,48%        | 1,69%        | 11,55%               |
| 7 - Арагацотн                                        | 2,09% | 0,82%                | 6,32%             | 68,97%           | 6,69%                | 0,25% | 0,23% | 1,16%       | 1,82%        | 1,45%        | 10,20%               |
| 8 - Гегнакуник                                       | 2,76% | 0,27%                | 7,05%             | 70,75%           | 4,74%                | 0,26% | 0,36% | 2,14%       | 1,46%        | 1,60%        | 8,61%                |
| 9 - Лори                                             | 7,07% | 0,29%                | 2,53%             | 69,33%           | 8,14%                | 0,33% | 0,20% | 0,83%       | 1,26%        | 1,79%        | 8,23%                |
| 10 -Котайк                                           | 3,54% | 0,43%                | 4,16%             | 67,71%           | 3,55%                | 0,66% | 0,58% | 1,19%       | 0,48%        | 1,23%        | 16,47%               |
| 11 - Ширак                                           | 2,93% | 0,30%                | 6,47%             | 65,86%           | 8,13%                | 0,64% | 0,12% | 1,79%       | 0,89%        | 2,09%        | 10,78%               |
| 12 - Вайоц-Дзор, Сюник                               | 3,22% | 0,70%                | 4,70%             | 72,60%           | 4,64%                | 0,55% | 0,38% | 3,63%       | 0,52%        | 1,17%        | 7,88%                |
| 13 - Тавуш                                           | 2,38% | 1,94%                | 7,27%             | 73,92%           | 3,50%                | 0,31% | 0,49% | 3,02%       | 1,06%        | 1,43%        | 4,68%                |
| Источник: CEC                                        |       |                      |                   |                  |                      |       |       |             |              |              |                      |

### Результаты голосования по открытым спискам в территориальных округах
Альянс "Мой шаг": кандидаты получившие наибольшее количество голосов.
1. Микаелян, Сасун Мехакович 31 739 -ГД
2. Мирзоян, Арарат Самвелович 25 550 - ГД
3. Цолакян, Феликс Хостегович 24 172 -беспартийный
4. Саркисян, Гарик Мнацаканович 22 600 -ГД
5. Симонян, Ален Робертович 21 812 -ГД
6. Петросян, Романос Ваничкаевич 20 934 -ГД
7. Пашинян, Сипан Артакович 17 155 -ГД
8. Геворкян, Давид Овикович 16 508 -ГД
9. Хачатрян, Арам Маисович 15 038
10. Папикян, Сурен Рафикович 14 885
11. Карапетян, Вараздат Азатович 14 616
12. Санасарян, Давид Таронович 14 316
13. Авинян, Тигран Арменович 14 314
14. Арутюнян, Араик Эдуардович 13 810
15. Мехакян, Аргишти Мехакович 13 122
16. Конджорян, Айк Арсенович 12 784
17. Саносян, Гнел Гензелович 12 096
18. Саркисян, Айк Зареевич 11 563
19. Тевонян, Седрак Размикович 11 401
20. Назарян, Лена Рафаеловна 11 300
21. Акопян, Ерджаник Манвелович 11 178
22. Саркисян, Трдат Норикович 10 042
23. Карапетян, Тигран Горович 9922
24. Бабаян, Нарек Варужанович 9657
25. Гаспарян, Татевик Матевосовна 9390
26. Багдасарян, Николай Юрьевич 9092
27. Галумян, Ваге Володяевич 8985
28. Акопян, Грачья Вачикович 8920
29. Мкртчян, Арен Микаелович 8179
30. Давоян, Арпине Граатовна 8139
31. Енгибарян, Виктор Левонович 7995
32. Амбарцумян, Карен Ованесович 7474
33. Асатрян, Матевос Горович 7270
34. Товмасян, Тагуи Манвеловна 7114
35. Григорян, Нарек Аразатович 7095
36. Аршакян, Акоп Врежевич 6849
37. Хачатрян, Армен Эдмондович 6657
38. Мкртчян, Нарек Аршакович 6441
39. Ованнисян, Ваге Саакович 6400 (Мииссия)
40. Григорян, Карен Жирайрович 6290
41. Атомян, Сергей Самвелович 6271
42. Саруханян, Карен Акопович 6271
43. Айрапетян, Мхитар Иосифович 6257
44. Григорян, Мариам Манвеловна 6161
45. Саркисян, Сирак Самвелович 6156
46. Освепян, София Азатовна 5981
47. Агазарян, Овик Овсепович 5759
48. Агаджанян, Эдуард Артурович 5597
49. Геворкян, Гор Геворкович 5581

Процветающая Армения. Лидеры по округам
1. Аван, Нор-Норк, Канакер-Зейтун Артем Царукян – 1118
2. Арабкир, Ачапняк, Давташен Тигран Уриханян – 1154
3. Малатия-Себастия, Шенгавит Акоп Назарян – 818
4. Кентрон, Норк-Мараш, Эребуни-Нубарашен Ваге Энфиаджян – 1195
5. Арарат Тигран Степанян – 2166
6. Армавир Каджик Геворкян – 3371
7. Арагацотн Нора Арустамян – 1994
8. Гегаркуник Грант Мадатян – 1739
9. Лори Ваник Асатрян – 1890
10. Котайк Эдуард Бабаян – 7472
11. Ширак Вардан Гукасян – 3198
12. Сюник, Вайоц Дзор Наира Зограбян – 2110
13. Тавуш Варужан Бабаджанян - 705

Просвещённая Армения. Лидеры по округам
1. Аван, Нор-Норк, Канакер-Зейтун Гурген Багдасарян - 1223
2. Арабкир, Ачапняк, Давташен Геворк Горгисян - 1672
3. Малатия-Себастия, Шенгавит Эдмон Марукян - 4450
4. Кентрон, Норк-Мараш, Эребуни-Нубарашен Мане Тандилян - 3636
5. Арарат Эмин Ованнисян - 905
6. Армавир Эдвард Андреасян - 1915
7. Арагацотн Ваграм Авакян - 2146
8. Гегаркуник Рубик Степанян - 897
9. Лори Крист Марукян - 2041
10. Котайк Аршавир Хачатрян - 1131
11. Ширак Сарик Минасян - 1963
12. Сюник, Вайоц Дзор Раффи Хачатрян  928
13. Тавуш Саркис Алексанян - 470

Избраны от национальных меньшинств
- Русские - Сандыков, Алексей (Мой шаг)
- Курды - Гасанов, Князь Гамидович (Мой шаг) - беспартийный
- Езиды - Бакоян, Рустам (Мой шаг) - ГД
- Ассирийцы - Михайлов, Арсен (Мой шаг)